# Разъезд 83 Тербенбес
83 Тербенбес (каз. рзд.83 Тербенбес) — разъезд в Аральском районе Кызылординской области Казахстана. Входит в состав Саксаульского сельского округа. Код КАТО — 433257680.

## Население
В 1999 году население разъезда составляло 70 человек (34 мужчины и 36 женщин). По данным переписи 2009 года, в разъезде проживали 54 человека (29 мужчин и 25 женщин).